# Isetnofret II.
Isetnofret (v egyptštině: „krásná Eset“) byla jednou z Velkých královských manželek faraona Merenptaha.

## Rodina
Královna Isetnofret II. mohla být dcerou prince Chamuaseta. Pokud ano její manžel Merenptah byl jejím strýcem.[zdroj⁠?!]
Další možností je, že Isetnofret II. byla dcerou krále Ramesse II. a možná dcerou královny Isetnofret I.[zdroj⁠?!]

## Tituly
Její tituly jsou Paní dvou zemí (nbt-tɜwy), Velká manželka krále (ḥmt-nswt-wrt), paní Horního a Dolního Egypta (ḥnwt-šmˤw-mḥw) a Královská manželka (ḥmt-nsw).